# Jednostka spalinowa Köln
Jednostka spalinowa Köln – niemiecki spalinowy zespół trakcyjny produkowany w latach 1936-1938 dla kolei niemieckich. Zbudowano 14 zespołów wagonowych. 

## Historia
Kursowały jako pociągi ekspresowe. Zespoły wagonowe pomalowano na kolor kości słoniowej oraz fioletowy. Wagony dodatkowo zostały wyposażone w komfortowe siedzenia pierwszej klasy. Po drugiej wojnie światowej wagonowe składy były eksploatowane przez koleje wschodnioniemieckie pomalowane na kolor kości słoniowej oraz bordowy. Kilka składów eksploatowanych było przez koleje zachodnioniemieckie w czerwonym malowaniu do prowadzenia ekspresowych pociągów pasażerskich.
Jeden wagonowy skład był eksploatowany przez koleje czechosłowackie do 1949 roku i przekazany kolejom wschodnioniemieckim. Trzy jednostki zostały zachowane jako eksponaty zabytkowe.